# Wilhelm Maxon
Wilhelm Georg Maxon (* 3. Juli 1894 in Bayreuth; † 12. September 1971 in Weisham am Chiemsee) war ein deutscher Landschaftsmaler und Grafiker.

## Leben
Maxon stammt aus einem liberalen Elternhaus in Bayreuth. 1913 studierte er an der Kunstgewerbeschule München bei Fritz Helmuth Ehmcke und 1918 in München zunächst Theaterwissenschaften. In der von ihm 1919 gegründeten privaten Kunstschule in München-Schwabing, die „Vereinigten Ateliers“ war unter anderem 1938 die spätere Bildhauerin Marianne Lüdicke seine Schülerin. Die Schule diente der Aufnahmeprüfungsvorbereitung für die Akademie der Bildenden Künste München. Maxon erhielt dort auch einen Lehrauftrag. Daneben veranstaltete er regelmäßig eine Sommermalschule in Weisham bei Prien. Die Stadt München bedachte ihn 1929 mit einem Reisestipendium.
Von 1924 bis 1931 ist seine Teilnahme an den Ausstellungen der Münchener Neuen Secession belegt, bei der er als Gast ausstellte: 1924 mit zwei Gemälden, 1927 mit einem Bild, 1928 bereits mit drei Gemälden, 1929 mit einem Landschaftsgemälde, zuletzt 1931 ebenfalls mit drei Gemälden.
Maxon war 1930 Mitglied der Ausstellungsgemeinschaft 7 Münchner Maler, die erstmals 1931 unter diesem Ausstellungstitel im Lenbachhaus gemeinsam auftrat. Im Sommer 1932 war er an der Kunstausstellung München 1932 im Deutschen Museum bei den Münchener Juryfreien mit drei Werken beteiligt.
Vom 29. Oktober bis 18. November 1932 fand in der Münchener Galerie Heinemann die einzige Einzelausstellung Maxons unter dem Titel Kollektiv-Ausstellung W. Maxon statt, in der 37 Gemälde gezeigt wurden.
In der Zeit des Nationalsozialismus war Maxon Mitglied der Reichskammer der bildenden Künste. Für diese Zeit ist seine Teilnahme an acht Ausstellungen sicher belegt, darunter 1939, 1941, 1942 und 1943 die Großen Deutschen Kunstausstellungen im Haus der Kunst in München. Er stellte dort Zeichnungen aus, die alle verkauft wurden, darunter zwei an Willy Messerschmitt. Frühere expressionistische Arbeiten Maxons wurden 1937 im Rahmen der deutschlandweiten konzertierten Aktion „Entartete Kunst“ aus öffentlichen Sammlungen beschlagnahmt.
Nach der Zerstörung seines Münchner Ateliers durch eine Fliegerbombe zog Maxon 1943 mit Frau Clara und Tochter an den Chiemsee.
Nach dem Zweiten Weltkrieg war Maxon 1945 Mitgründer des Kulturkreises Chiemsee. Im August 1945 veranstaltete Maxon in Prien eine der ersten freien Kunstausstellungen nach dem „Dritten Reich“. Maxon war 1967 bei der Großen Kunstausstellung in München vertreten.

## Ehrungen
- 1954: Bundesverdienstkreuz 1. Klasse in Würdigung der künstlerischen Arbeit und für hervorragende Verdienste auf kulturpolitischem Gebiet

## 1937 als „entartet“ aus öffentlichen Sammlungen beschlagnahmte Bilder
- Moorlandschaft (1932; Öl auf Leinwand, 57 × 80 cm; Bayerische Staatsgemäldesammlungen München; Verbleib ungeklärt)
- Gebirgslandschaft (1922, Farbholzschnitt, 8,5 × 7,5 cm; Pfälzisches Gewerbemuseum Kaiserslautern; zerstört)
- Neujahrswunsch (Druckgrafik; Pfälzisches Gewerbemuseum Kaiserslautern; zerstört)
- Neujahrswunsch (Druckgrafik; Pfälzisches Gewerbemuseum Kaiserslautern; zerstört)
- Gemüsegarten in Weisham (Städtische Galerie im Lenbachhaus)[13][14]

## Retrospektiven
- 2012 gab es in Prien in der Galerie im Alten Rathaus eine Retrospektive Wilhelm Georg Maxon (1894–1971) und das „Dokumentum Humanum“ vom 16. März bis zum 22. April 2012. Hierzu erschien ein Katalog.
- 2013 stellte die Inselgalerie Gailer in der Städtischen Galerie Rosenheim ein nachgestelltes Atelier Wilhelm Georg Maxons aus.[15]

## Werk
- Tessin. 12 Steinzeichnungen. Mit einer Einleitung von Oskar Maria Graf. C. Steinitz Verlag, München 1922. Mappenwerk.
- Arbeit am Rhein. Mit einer Einleitung von Oskar Maria Graf. C. Steinitz Verlag, München 1922. Mappenwerk.
- Handbemalte Holzschnitte. Mit einer Einführung von Alexander Heilmeyer. C. Steinitz Verlag, München 1922. Mappenwerk.

## Öffentliche Sammlungen
Werke von Maxon finden sich in der Bayerischen Staatsgemäldesammlung, der Staatlichen Graphischen Sammlung in München, der Städtischen Galerie im Lenbachhaus in München, der Pfalzgalerie Kaiserslautern, der Städtischen Galerie Rosenheim und dem British Museum in London.